# Gipsy.cz
Gipsy.cz ist eine tschechische Musikgruppe. Die Band verbindet Elemente der US-amerikanischen Rap-Musik mit denen der traditionellen Musik der tschechischen Roma. Die Texte sind auf Tschechisch, Englisch und Romani verfasst.

## Geschichte
Gegründet wurde Gipsy.cz 2006 von dem bereits als Solokünstler erfolgreichen Rapper Radoslav Banga, auch bekannt als Gipsy; Vojta Lavička, einem erfahrenen Prímás; sowie den Brüdern Jan Surmaj (Kontrabassist) und Petr Surmaj (Gitarrist und Akkordeonist).
Für ihr Ende 2006 veröffentlichtes Debütalbum Romano Hip Hop erhielten die Mitglieder von Gipsy.cz eine goldene Schallplatte. Das Titellied wurde 2007 ein Top-10-Hit in den tschechischen Radiocharts. Es wurde auch zum „Lied des Jahres“ von den Lesern des tschechischen Musikmagazins Filter gewählt.
Gipsy.cz erhielt einen Anděl Award, die tschechische Version des Grammy Awards, in der Kategorie „Entdeckung des Jahres“. Die Gruppe nahm am tschechischen Vorentscheid zum Eurovision Song Contest 2007 mit dem Lied Muloland teil, belegte aber nur den zweiten Platz.
Im Frühjahr 2007 ging Gipsy.cz auf Europa-Tournee durch Österreich, Großbritannien (u. a. auf dem Glastonbury Festival, wo sie als erste tschechische Band spielten), die Niederlande, Belgien, Tschechien, die Slowakei, Ungarn und Deutschland (Viertelfest in Bremen). Auch in Ostasien stieß Gipsy.cz auf positive Resonanz: Im Oktober 2007 gab die Band sechs Konzerte in den südkoreanischen Städten Seoul und Ulsan. Der japanische Fernsehsender NHK stellte Gipsy.cz 2007 im Rahmen einer Dokumentationsreihe über europäische Kultur vor. Am 23. November 2007 hatte Gipsy.cz einen Auftritt im Pariser Nachtklub Divan Du Monde.

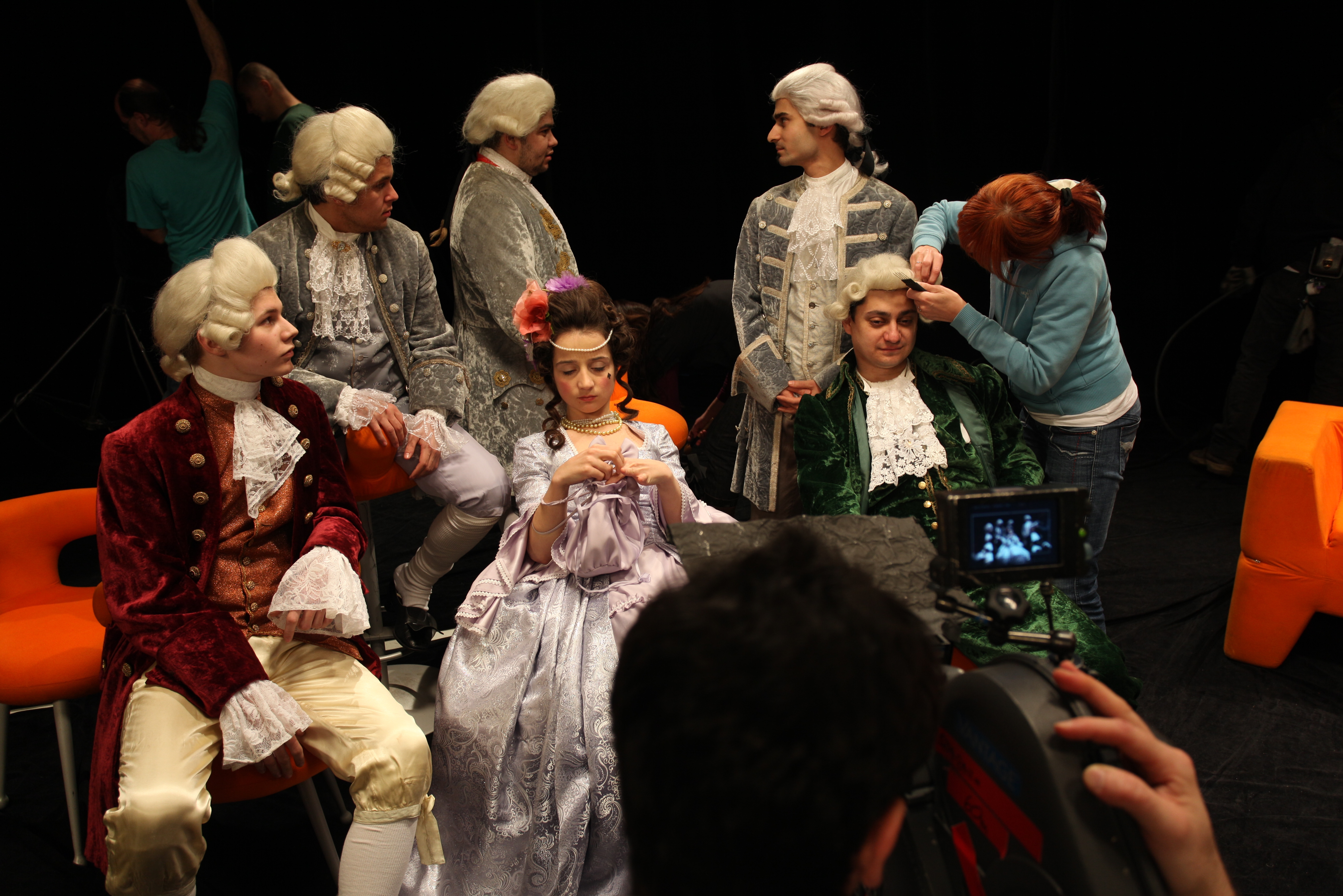
Gipsy.cz beim Dreh des Musikvideos zu Do You Wanna (2009)

2008 meldete sich Gipsy.cz mit dem neuen Album Reprezent zurück. Im Vorfeld regte ein Lied des Albums mit dem Titel A na závěr si s námi dejte trochu té Čunárny Diskussionen an, da im Text der für seine romafeindlichen Äußerungen bekannte Politiker Jiří Čunek verspottet wurde. Um einer möglichen Gerichtsklage auszuweichen, entfernte Gipsy.cz schließlich einige Textpassagen. Mit Benga Beating nahm die Band 2008 erneut an der tschechischen Vorentscheidung für den Eurovision Song Contest teil, verfehlte aber wieder die Qualifikation.
Jan und Petr Surmaj verließen Gipsy.cz im Januar 2009, weil sie von da an in der Stilrichtung des Gypsy-Jazz musizieren wollten. Den übrig gebliebenen Bandmitgliedern Radoslav Banga und Vojta Lavička schlossen sich kurze Zeit später vier junge Musiker an, die allesamt an einem Konservatorium studiert hatten.
Die öffentlich-rechtliche Rundfunkanstalt Tschechiens (Česká televize) wählte in einer internen Entscheidung Gipsy.cz zum Vertreter Tschechiens beim Eurovision Song Contest 2009 in Moskau. Die Fernsehzuschauer konnten in einer Abstimmung per SMS im Zeitraum vom 1. bis zum 14. März 2009 wählen, mit welchem Lied Gipsy.cz antreten soll. Zur Wahl standen zwei Titel: Do You Wanna und Aven Romale. Der Siegertitel wurde Aven Romale mit 53 % der Stimmen. Gipsy.cz präsentierte Aven Romale live am 21. März, während der Preisverleihung der Anděl Awards. Sie schieden aber bereits im ersten Halbfinale des ESC aus: Von 18 Teilnehmern erreichte Gipsy.cz mit 0 Punkten den letzten Platz.
Im Juli 2009 kehrte die Band wieder zu ihrer ursprünglichen Besetzung zurück. Im selben Monat erschien ein Musikvideo zum Lied Reprezent, in dem der kurz zuvor verstorbene Sänger Michael Jackson als Engel dargestellt wird. Im Februar und März 2011 gab Gipsy.cz im Rahmen des Karavan Festivals erstmals Konzerte in Australien. Im April desselben Jahres wurde ihr drittes Album Desperado veröffentlicht.

## Diskografie

### Alben
- 2006: Romano Hip Hop
- 2008: Reprezent
- 2011: Desperado
- 2013: UpGrade

### Singles
- 2007: Romano Hip Hop a
- 2007: Jednou
- 2008: Benga Beating
- 2009: Aven Romale
- 2009: Do You Wanna
- 2009: Reprezent
- 2011: Desperado